# 平岡隆二
平岡 隆二（ひらおか りゅうじ、Ryuji HIRAOKA、1974年 - ）は、大阪府出身の歴史研究者。
主な研究分野は、科学史、文化交流史。博士（九州大学）。
神戸大学大学院総合人間科学研究科博士課程前期課程コミュニケーション科学専攻修了後、2005年、九州大学大学院比較社会文化学府博士後期課程国際社会文化専攻単位取得退学。 
長崎歴史文化博物館、熊本県立大学文学部等を経て、京都大学人文科学研究所准教授。

## 受賞
- 2008年、日本科学史学会学術奨励賞
- 2022年、日本科学史学会論文賞

## 主な著書・論文
- Hiraoka, Ryuji (2019). "Printed editions and manuscripts of Tianjing huowen". Historia scientiarum. vol.29, no. 1=127, 2019-09-02, pp.80-111. ISSN 0285-4821. OCLC 1130286522.
- 平岡隆二、クリストファー・カレン（英語: Christopher Cullen）「ジュネーブ天儀：17世紀日本の天文模型」『洋学』26号、2019年4月
英語版：Christopher CULLEN ; HIRAOKA Ryuji (2019).  "The Geneva Sphere: An Astronomical Model from 17th Century Japan",  Technology and Culture 60, no. 1. doi:10.1353/tech.2019.0007.
- 「小林謙貞伝－長崎の史料を中心に－」、『長崎学（長崎市長崎学研究所紀要）』第2号、2018年3月。
- Bok, Leon ; Dam, René ten ; Burke-Gaffney, Brian ; Corten, Jean-Paul ; Derksen, Leon 平岡, 隆二 ; Manders, Martijn. "Buried at the other side of the bay : remains of Dutch funerary heritage in Japan from the era 1609-1870". Stichting Dodenakkers.nl,	2018. NCID BB27810443.
- 熊本県立大学文学部平岡研究室制作「長崎聖堂の世界 ver. 1.0」、ウェブ展示、2016年5月。
- 宮島一彦・平岡隆二「渾天壱統星象全図」『大阪市立科学館研究報告』第26号、2016年。
- Hiraoka, Ryuji; Watanabe, Akihiko. “A Jesuit Cosmological Textbook in ‘Christian Century’ Japan: De sphaera of Pedro Gomez (Part 2)”,  SCIAMVS: Sources and Commentaries in Exact Sciences, vol. 16, 2015. ISSN 1345-4617. OCLC 6158782478.
- 「望遠鏡伝来と長崎」塚原東吾 (編)『科学機器の歴史：望遠鏡と顕微鏡－イタリア・オランダ・フランスとアカデミー』、日本評論社、2015年6月。
- 『南蛮系宇宙論の原典的研究』、花書房、2013年。
- 「幻の「南蛮」写本を追え－科学伝来とキリシタン禁制－」『UP：University Press』第42巻第9号（通巻491号）、東京大学出版会、2013年9月。
- 長崎市史編さん委員会編『新長崎市史：第二巻 近世編』、長崎市、2012年3月。

※執筆項目：第8章第4節
- 第1項「阿蘭陀通詞の学芸」
同第2項「紅毛流医・阿蘭陀通詞」
同第3項「阿蘭陀通詞の辞書類の編纂」

第9章第2節
- 第1項「海軍伝習所とその変遷」
第2項「医学伝習所とその変遷」
第3項「英語伝習所とその変遷」
第4項「活版伝習所とその変遷」
第5項「致遠館とその変遷」 。
- 「画家コペルニクスと「宇宙のシンメトリア」の概念：ルネサンスの芸術理論と宇宙論のはざまで」平井浩)『ミクロコスモス (初期近代精神史研究)』第1集、月曜社、2010年2月。
- Hiraoka, Ryuji. "Clavius and His Astronomical Data during the 'Christian Century' in Japan", Historia Scientiarum: International Journal of the History of Science Society of Japan, vol. 18, 2009, pp.213-236. OCLC 733310186.
- "The Transmission of Western Cosmology to Sixteenth century Japan", Luis Saraiva and Catherine Jami (eds.), The Jesuits, the Padroado and East Asian Science (1552-1773): History of Mathematical Sciences - Portugal and East Asia III, pp. 81-98. (Singapore: Hackensack, NJ: World Scientific, 2008). ISBN 9789812771254. OCLC 682198659.
- 長崎歴史文化博物館編『シーボルトの水族館』展示会図録（長崎歴史文化博物館、2007年7月、全156頁）。

## 所属学会
- 日本科学史学会
- 洋学史学会